# CBS Reality
CBS Reality est une chaîne de télévision britannique diffusée au Royaume-Uni, au Moyen-Orient et en Afrique.

## Histoire
CBS Reality est lancé sous le nom de Reality TV le 1er décembre 1999 en tant que coentreprise d' UPCtv et Zone Vision. En 2005, Liberty Global, propriétaire d'UPC, rachète Zone Vision. En 2006, ils décident de regrouper toutes leurs chaînes sous la marque unifiée Zone. Reality TV devient Zone Reality, Reality Extra au Royaume-Uni devient Zone Reality Extra le 26 juin 2006.
Le 1er août 2012, Chellomedia révèle que la version européenne de Zone Reality serait renommée CBS Reality. En Europe, Zone Reality est rebaptisé le 3 décembre 2012. AMC Networks acquiert Chellomedia le 2 février 2014. Chellomedia est renommé par AMC Networks International le 8 juillet 2014. Le 4 novembre 2020, il est rebaptisé par ViacomCBS.
La chaîne est lancée sur Sky EPG au Royaume-Uni le 10 octobre 2002. En février 2006, une chaîne supplémentaire appelée Reality Extra est lancée.
Le 14 septembre 2009, on apprend que CBS Studios International avait conclu un accord de coentreprise avec Chellomedia pour lancer six chaînes de marque CBS au Royaume-Uni en 2009. Le 16 novembre 2009, la chaîne est renommée CBS Reality et CBS Reality +1.

## Diffusion

### Câble
- Caiway (Pays-Bas) : chaîne 104
- Com Hem (Suède) : chaîne 71
- Cosmote TV (Grèce) : chaîne 452
- Hot (Israël) : chaîne 48
- Kabelnoord (Pays-Bas) : chaîne 222
- Naxoo (Suisse) : chaîne 224
- NOS et Nowo (Portugal) : chaîne 19
- RCS & RDS (Roumanie) : chaîne 28
- UPC (Autriche) : chaîne 647
- UPC (Pologne) : chaîne 392
- Virgin Media (Irlande) : chaîne 130
- Virgin Media (Royaume-Uni) : chaîne 148 and chaîne 201 (+1)
- Vodafone (Roumanie) : chaîne 303
- Ziggo (Pays-Bas) : chaîne 132

### Télévision IP
- Moja TV (Bosnie-Herzégovine) : chaîne 13
- Open IPTV (Bosnie-Herzégovine) : chaîne 652
- T-Mobile (Pays-Bas) : chaîne 283
- Vodafone Casa TV (Portugal) : chaîne 112

### En ligne
- FilmOn
- Virgin TV Anywhere (Irlande)
- Virgin TV Anywhere (Royaume-Uni)
- Ziggo GO (Pays-Bas)

### Satellite
- Astra 28.2°E (Royaume-Uni et Irlande) : 11344 V 27500 5/6 (Free to air)
- beIN (MENA) : chaîne 162
- Canal Digitaal (Pays-Bas) : chaîne 410 (Royaume-Uni version) and chaîne 411 (+1, Royaume-Uni version)
- DStv (South Africa) : chaîne 132
- Freesat (Royaume-Uni) : chaîne 135 and chaîne 136 (+1)
- Sky (Royaume-Uni) : chaîne 146 and chaîne 246 (+1)

### Terrestre
- Freeview (Royaume-Uni) : chaîne 66